# San Martín Zacatepec
San Martín Zacatepec är en kommun i Mexiko.   Den ligger i delstaten Oaxaca, i den sydöstra delen av landet, 210 km sydost om huvudstaden Mexico City.
Följande samhällen finns i San Martín Zacatepec:
- Barrio Buenos Aires